# 格雷戈里蘭丁 (密蘇里州)
格雷戈里蘭丁（英語：Gregory Landing）是位於美國密蘇里州克拉克縣的非建制地區。

## 歷史
格雷戈里蘭丁的郵局於1868年設立，其後於1954年停運。

## 地理
格雷戈里蘭丁所處的海拔為高於海平面147米（即482英呎），而該地所採用的時區為UTC-6，即北美中部時區（CST）。同時該地設有夏令時間，為UTC-6調快一小時，即UTC-5（CDT）。